# Kyrkdal
Kyrkdal is een plaats in de gemeente Kramfors in het landschap Ångermanland en de provincie Västernorrlands län in Zweden. De plaats heeft 60 inwoners (2005) en een oppervlakte van 20 hectare.

## Verkeer en vervoer
Bij de plaats loopt de Riksväg 90.